# Gnome et Rhône 18L

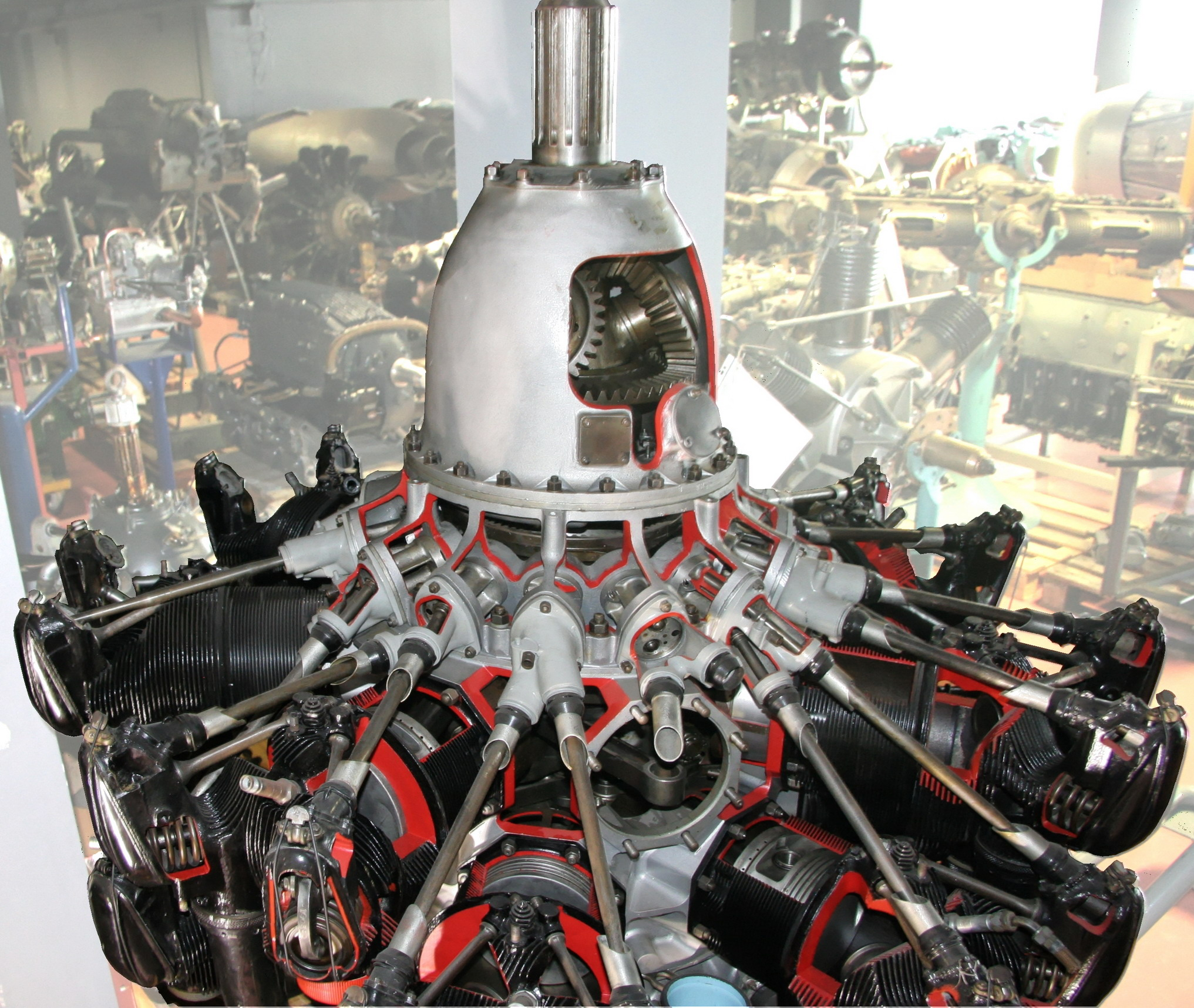
Gnome et Rhône 18L sectionné (Musée de l'Air et de l'Espace)

Le Gnome et Rhône 18L est un moteur aéronautique à pistons refroidi par air, à 18 cylindres en double étoile, développé à partir du Gnome et Rhône 14K Mistral Major. Prévu pour de nombreux prototypes français de la fin des années 1930, il n’a jamais été construit en série.

## Conception initiale
Après le succès du Gnome-Rhône 14K qui était formé de l’accouplement sur le même vilebrequin de deux 7K, il était normal que le motoriste tente la même chose avec le 9K. C’est ainsi que fut étudié en 1935 un 18 cylindres en double étoile, qui reprenait en les améliorant les principes du 14K. Ceci amena la création d’un moteur de taille importante (54 litres de cylindrée avec 1,41 m de diamètre, soit 12 cm de plus que les 14K/14N).
Dévoilé au début de 1936, le nouveau moteur baptisé 18L passa ses tests officiels du 21 mars au 18 avril 1936, et fut homologué à la puissance de 1 300 ch à 1 600 m et 1 400 ch au décollage, obtenus au régime de 2 150 tr/min. Ces performances en faisaient alors le plus puissant moteur d’avion au monde, et Gnome et Rhône ne se priva pas de communiquer sur ce thème.
Le constructeur annonçait une consommation spécifique très basse, à 220 g/ch/h, et un taux de compression peu élevé : ces caractéristiques ainsi que la faible altitude de rétablissement montrent que le marché alors visé était celui de l’aviation civile, mais peu après fut présentée une version rétablissant la puissance plus haut.
.

## Développement
Le 18L était le gros moteur de plus de 1 000 ch qui fit cruellement défaut à l’aviation française de 1940. Néanmoins, pour diverses raisons liées à sa taille et à des facteurs industriels, le 18L régulièrement annoncé pour maints appareils, notamment les grands projets français d'hydravions hexamoteurs transatlantiques alors en gestation, tels les Potez-CAMS 161, SNCASE SE.200 et Latécoère 631, resta un échec commercial et ne vola jamais.
Son concepteur en poursuivait pourtant le développement : après l'homologation des premières versions 18L-0 et 18L-1, qui ne différaient que par le sens de rotation, Gnome-Rhône présenta les versions 18L-2 et 18L-3, dont le compresseur tournait plus vite et disposant d'un taux de compression supérieur et d'un diagramme de distribution amélioré ; l'altitude de rétablissement passait alors à 3 700 m . Par la suite furent étudiés le 18P, annoncé en 1937 avec une structure renforcée, un ailettage largement augmenté et un compresseur à 2 vitesses , puis le 18R en 1940, avec un palier central de vilebrequin. Ce dernier moteur aurait dû permettre d’atteindre les 2 000 ch, mais était toujours en essais chez le constructeur lors de l’armistice de 1940.
Par la suite furent étudiés le 18P annoncé en 1937 avec une structure renforcée, un ailettage largement augmenté et un compresseur à 2 vitesses , puis le 18R en 1940, avec un palier central de vilebrequin. Ce dernier moteur aurait dû permettre d’atteindre les 2 000 ch, mais était toujours en essais chez le constructeur lors de l’armistice de 1940.
Dans la deuxième partie du conflit, le développement du 18P se poursuivit en version R, comme effectué avec les 14 cylindres de la gamme (renforcements multiples, ailettage densifié, nouveau compresseur). En 1944, Gnôme-Rhone annonçait confidentiellement les 18R 05 et 18R 12/13, présentant les mêmes performances et qui ne différaient que par le réducteur, du type à deux hélices coaxiales contrarotatives pour les premiers et du type classique pour les seconds, ainsi que par l'alimentation : pendant que les 18R 05 recevaient un système d'injection directe, les 18R 12/13 restaient équipés d'un carburateur classique.
Le régime nominal des 18R avec une pression d'admission de 950 mm Hg donnait 1.650 ch au sol, 1.800 ch à 2.300 m. (1ère vitesse) et 1.660 ch à 6.700 m. (2ème vitesse), pendant que le régime de surcharge à 1.200 mm Hg permettait d'obtenir 2.100 ch au décollage, 2.160 ch. à 800 m. et 2.110 ch à 5.800 m.
Développés sous contrôle allemand, ces moteurs étaient vraisemblablement prévus pour équiper l'hydravion géant Zeppelin-SO 523 de 95 tonnes.
Au sortir de la guerre, la SNECMA qui avait succédé à Gnome-Rhône tenta de remettre en fabrication le 18R, mais ne réussit pas plus qu’avec les autres moteurs de sa gamme, issus de conceptions et techniques désormais dépassées. Le 18R fut le premier moteur abandonné par la SNECMA en 1946.

## Description
La conception du 18L était fidèle dans ses principes aux procédés constructifs mis au point avec le 14K. Par rapport à son prédécesseur, l'alésage restait à 146 mm, pendant que la course passait de 165 à 180 mm, donnant une cylindrée totale de 54,24 litres. Un nouveau cylindre avait été mis au point avec un ailettage bien plus généreux , première étape d’une augmentation constante des surfaces radiantes qui affecta toute la gamme Gnome et Rhône – des premiers 14 K aux ultimes modèles 14R, les surfaces de refroidissement de la culasse furent multipliées par 3,5 pour une cylindrée inchangée.
Le carter central était, encore comme le 14K, formé d'un bloc de duralumin forgé et entièrement usiné, avec des couvercles rapportés à l'avant (distribution) et à l'arrière (compresseur et admission) qui intégraient les supports de paliers de vilebrequin. Formé de trois pièces assemblées, celui-ci tournait sur deux roulements à rouleaux, restant privé de palier central.
La distribution comportait toujours des tiges de compensation de dilatation fixées à la base des culasses, mais intégrait dorénavant une circulation d’huile qui profitait aux culbuteurs.
D’autres évolutions par rapport au 14K tournaient autour du compresseur entièrement redessiné, et du plateau de distribution comportant une quadruple came, tournant au huitième du régime moteur.
Extérieurement, outre le nombre de cylindres, on notait aussi que le compresseur ne comportait plus que neuf sorties, chacune communiquant avec des pipes dédoublées via un boitier intégrant un anti-retour de flamme Venus. Cette disposition sera celle des 14M, 14P et 14R.
Le réducteur, d’une taille remarquablement réduite, utilisait des satellites à pignons droits ; par la suite, le moteur fut équipé de réducteurs à pignons coniques type Farman.

## Licences

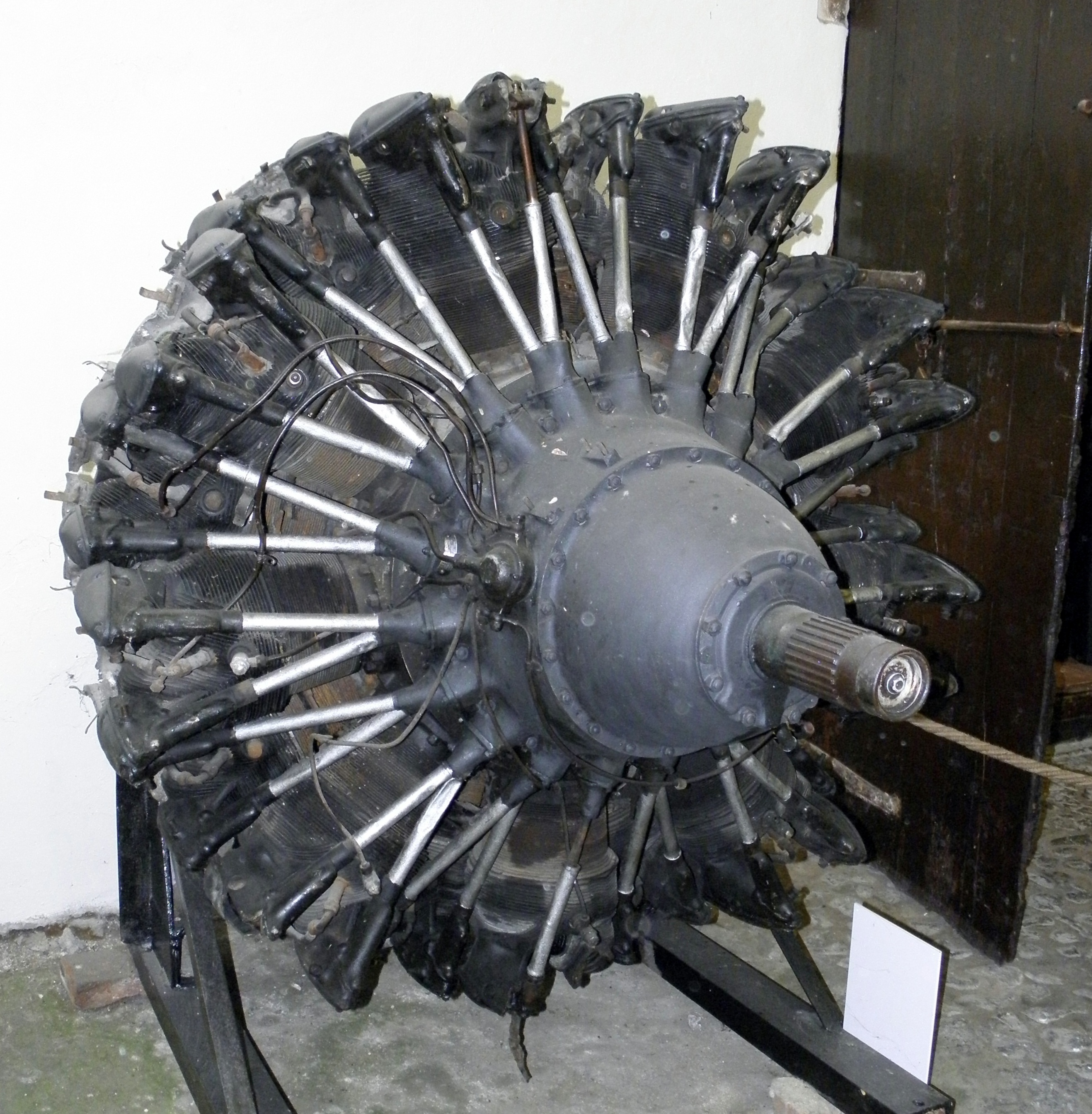
Piaggio P.XII RC 40

La licence du 18L fut vendue à la firme anglaise Alvis, en même temps que celles des 14M et 14N. Baptisé Alvis Alcides (en), le moteur fut présenté à la presse anglaise en 1936. Mais il resta, comme les deux autres, un échec commercial et ne fut jamais monté sur avion. En juillet 1937, Alvis signala que l’Alcides, « de la classe des 1 500  à   1 700 hp », allait être testé avec un compresseur à deux vitesses, ce qui laisse supposer que le moteur connaissait chez son licencié britannique la même évolution que le 14P.
La firme italienne Piaggio, qui avait acquis la licence du 14K et le fabriquait sous le nom de Piaggio P.XI (it), en extrapola une version à 18 cylindres baptisée Piaggio P.XII (it). Contrairement à son modèle français, ce moteur fut fabriqué en série, mais ne fut pas très heureux et se trouva à l’origine de l’accident du prototype du bombardier Piaggio P.108 au cours duquel Bruno Mussolini, fils du dictateur italien, perdit la vie le 7 août 1941.

## Caractéristiques[6]
Caractéristiques générales
- Type : moteur à pistons refroidi par air, à 18 cylindres en double étoile,
- Alésage : 146 mm
- Course : 180 mm
- Taux de compression : 5,5 à 1 (18L-0/1) ou 6,1 à 1 (18L-2/3)
- Cylindrée : 54,25 l
- Longueur : 1,48 m
- Diamètre : 1,41 m
- Masse à sec : 720 kg

Composants
- Système de distribution : une soupape d'admission et une soupape d'échappement refroidie au sodium par cylindre
- Compresseur : compresseur centrifuge, un seul étage, une seule vitesse. Multiplication de 5,65 (18L-0/1) ou 8,42 (18L-2/3)
- Système d'alimentation : carburateur Zenith-Stromberg NAZ 160 ou Bronzavia
- Carburant : essence à 87 d'indice d'octane
- Système de refroidissement : par air
- Entrainement de l'hélice : réducteur épicycloïdal à pignons droits, rapport 13/19.

Performances
- Puissance développée : 
  - modèle 18L-0/1, à 877 mm Hg de pression nominale d'admission :
    - 897 kW (1 220 ch, 1 205 bhp) à 2 150 tr/min au décollage
    - 956 kW (1 300 ch, 1 285 bhp) à 2 150 tr/min et 1 600 m d'altitude
    - Puissance maxima en surcharge (948 mm Hg) :  1 030 kW (1 400 ch, 1 380 bhp) à 2 150 tr/min au décollage, 1060 kW (1 440 ch, 1 420 bhp) à 2 150 tr/min et 750 m d'altitude

  - modèle 18L-2/3, à 865 mm Hg de pression nominale d'admission :
    - 827 kW (1 125 ch, 1 110 bhp) à 2 150 tr/min au décollage
    - 956 kW (1 300 ch, 1 285 bhp) à 2 150 tr/min et 3 700 m d'altitude
    - Puissance maxima en surcharge (935 mm Hg) :  910 kW (1 235 ch, 1 220 bhp) à 2 150 tr/min au décollage, 1025 kW (1 395 ch, 1 375 bhp) à 2 150 tr/min et 3 200 m d'altitude
- BMEP : 125 à 144 psi
- Puissance spécifique : 17,61 kW/l
- Consommation spécifique : 299 g/(kW h)
- Consommation d'huile : 12 g/(kW h)
- Puissance massique : 1,32 kW/kg